# 로라 커크
로라 커크(Laura Kirk, 1966년 1월 1일 ~ )는 미국의 배우, 텔레비전 배우, 영화배우이다.

## 영화
- 더 서브라임 앤 뷰티풀 (2014년) - 켈리 역
- 어스워크 (2009년) - 제니스 허드 역
- 보이프렌드 포 크리스마스 (2004년)
- 타임 머신 (2002년) - 꽃 판매자 역
- 사랑이 머무는 풍경 (1999년) - 벳시 언스트 역